# 鳥居正一郎
鳥居 正一郎（とりい しょういちろう、1913年1月4日 - 1992年2月21日）は、日本の経営者。阪急百貨店社長、会長を務めた。東京都出身。

## 経歴・人物
東京都生まれだが、姉の天津乙女が宝塚歌劇団に入団した関係で一家で兵庫県宝塚市へ移住した。旧制浪速高等学校を経て、1936年に京都帝国大学法学部を卒業し、同年に阪神急行電鉄に入社し、1年間は車掌や運転士を務めた。現業部門から離れてからは同社百貨店部で勤務していた。
1947年に分社化に伴い、阪急百貨店に転じた。1962年5月に取締役に就任し、1969年5月に常務、1973年5月に専務、1979年6月に副社長を経て、1981年6月に社長に就任した。前任の野田孝から健康と人柄とを見込まれてのものであった。社長在任時には梅田本店の大改装、阪急イングス（現在のABC-MART梅田ビル）や有楽町（現在の阪急メンズ東京）への出店などを行った。積極投資の姿勢から攻撃的な人物とみる向きもあったものの、あくまで社員とのチームプレイであると本人は否定した。1983年、本店近くへの大丸梅田店出店に関しても梅田商圏の拡大になるとして歓迎していた。同時期にセゾングループやダイエーなどを中心に行われた流通業界再編成についても阪急百貨店は参加しないと述べ、無借金経営などを背景に堅実姿勢を主張した。
1986年6月から1988年6月までは会長を務めた。
1992年2月21日肺炎のために死去。79歳没。

## 私生活
姉は天津乙女のほか、雲野かよ子と池辺鶴子で、いずれも元宝塚歌劇団員（タカラジェンヌ）であった。旧制高校、京都帝大での同級生に日本板硝子社長を務めた菅沼俊彦がおり、互いに呼び捨てするほどの親しい関係だった。
趣味は観劇のほか、ゴルフ、旅行など。カメラも自慢で、6台以上所有していた。